# Communauté de communes du Pays d'Évron
La communauté de communes du Pays d'Évron est une ancienne communauté de communes française, située dans le département de la Mayenne et dans la région Pays de la Loire. Son existence a duré de 2000 à 2012.

## Histoire
- Février 1966 : création du syndicat à vocation multiple.
- 10 juin 1991 : transformation en district.
- 19 décembre 2000 : transformation du district en communauté de communes.
- Dans le cadre du schéma départemental de coopération intercommunale, et après avis des entités et des communes concernées, l'arrêté préfectoral no 2012244-0005 du 31 août 2012 a prononcé la fusion de la communauté de communes du Pays d'Évron avec la communauté de communes de Bais, la communauté de communes d'Erve et Charnie, la communauté de communes du Pays de Montsûrs, et avec le SVET (Syndicat à vocation économique et touristique des Coëvrons), pour former la communauté de communes des Coëvrons au 31 décembre 2012[1].

## Composition
Elle regroupait dix communes, toutes du canton d'Évron :
1. Assé-le-Bérenger
2. Châtres-la-Forêt
3. Évron
4. Livet
5. Mézangers
6. Neau
7. Saint-Christophe-du-Luat
8. Sainte-Gemmes-le-Robert
9. Saint-Georges-sur-Erve
10. Voutré

## Administration
| Période      | Période       | Identité          | Étiquette | Qualité                                                      |
| ------------ | ------------- | ----------------- | --------- | ------------------------------------------------------------ |
| janvier 2001 | avril 2001    | Louis Guégan      |           | Conseiller municipal d'Évron, président de l'ancien district |
| avril 2001   | avril 2008    | Gérard Rocton     |           | Maire d'Assé-le-Bérenger                                     |
| avril 2008   | décembre 2012 | André Boisbouvier |           | Premier adjoint au maire de Sainte-Gemmes-le-Robert          |